# Borgunda
Borgunda is een plaats in de gemeente Falköping in het landschap Västergötland en de provincie Västra Götalands län in Zweden. De plaats heeft 94 inwoners (2005) en een oppervlakte van 18 hectare.